# Občina Črna na Koroškem
Občina Črna na Koroškem (německy Schwarzenbach) je jednou z 212 občin ve Slovinsku. Nachází se v Korutanském regionu na pomezí historických Korutan a Dolního Štýrska. Občinu tvoří 9 sídel, její rozloha je 156,0 km² a k 1. lednu 2017 zde žilo 3 308. Správním střediskem občiny je vesnice Črna na Koroškem.

## Členění občiny
Občina se dělí na sídla: Bistra, Črna na Koroškem, Javorje, Jazbina, Koprivna, Ludranski Vrh, Podpeca, Topla, Žerjav.